# Cacaulândia
Cacaulândia este un oraș în Rondônia (RO), Brazilia.
1. ↑   http://www.ibge.gov.br/home/geociencias/cartografia/default_territ_area.shtm Lipsește sau este vid: |title= (ajutor)